# Olivier Masson
Olivier Masson (* 3. April 1922 in  Paris; † 23. Februar 1997 ebenda) war ein französischer Gräzist und Linguist.
Masson war Professor und directeur d'études de philologie grecque an der IVe section der École pratique des hautes études. Sein Hauptarbeitsgebiet war die kyprische Schrift. Auf dem Gebiet des mykenischen Griechischen hat er zu den Anthroponymen beigetragen. 1995 wurde er zum korrespondierenden Mitglied der Göttinger Akademie der Wissenschaften gewählt.
Er spezialisierte sich auf griechische Inschriften aus Zypern sowie auf das Studium der zypriotisch-minoischen Schrift, stellte ein Korpus von Inschriften der letzteren zusammen (inzwischen ist es veraltet, aber das neuere Korpus von S. Ferrara ist es nur teilweise realisiert).
Seine Frau war Emilia Masson (1940–2017), geb. Jovanovic, ursprünglich aus Serbien. Hethitologin nach Ausbildung, leistete sie auch einen wesentlichen Beitrag zur Archäologie des Balkans und Kleinasiens der Jungsteinzeit und Bronzezeit sowie in den Studien von Inschriften aus Zypern und der Vinca-Kultur. Nach ihrem Tod spendete die Tochter von Olivier und Emilia, Diana Masson, die Bibliothek ihrer Eltern dem Center for Cypriot Studies.

## Schriften (Auswahl)
- Les Inscriptions chypriotes syllabiques. Recueil critique et commenté (= Études Chypriotes 1, ISSN 0291-1655). de Boccard, Paris 1961 (Reimpression augmentee. ebenda 1983), (Zugleich: Paris, Univ., Diss.). – Rez. von Louis Deroy, L'antiquité classique 31, 1962, Ss. 436–439, (online).
- Friedrich Bechtel et l’anthroponymie grecque. In: Friedrich Bechtel: Kleine onomastische Studien: Aufsätze zur griechischen Eigennamenforschung. Königstein/Taunus 1981, S. I–IV